# Bamfordita
La bamfordita és un mineral de la classe dels òxids. Rep el nom per la localitat tipus.

## Característiques
La bamfordita és un òxid de fórmula química Fe³⁺Mo₂O₆(OH)₃(H₂O). Va ser aprovada com a espècie vàlida per l'Associació Mineralògica Internacional l'any 1996. Cristal·litza en el sistema triclínic. La seva duresa a l'escala de Mohs es troba entre 2 i 3. Segons la classificació de Nickel-Strunz, la bamfordita pertany a «04.FK: Hidròxids amb H₂O+- (OH); cadenes d'octaedres que comparteixen angles", sent l'única espècie que hi pertany.
L'exemplar que va servir per a determinar l'espècie, el que es coneix com a material tipus, es troba conservat al Museu de Victòria, a Austràlia.

## Formació i jaciments
Va ser descoberta al dipòsit de tungstè, molibdè i bismut de Bamford Hill, a la localitat australiana de Bamford, a la regió de Tablelands, Queensland.